# Fifth Gear
Fifth Gear je britský televizní motoristický magazín původně vysílaný na stanici Channel 5, od roku 2012 na Discovery. V České republice je vysílaný na televizní stanici Prima Cool a Discovery. Moderátory jsou Tiff Needell, Vicki Butler-Hendersonová, Jason Plato a Jonny Smith. První vysílání Fifth Gearu bylo v 8. dubna 2002, jako pokračování původního magazínu na BBC, Top Gearu, který byl zrušen v roce 1999 kvůli nízkému hodnocení.
Po založení „nového“ Top Gearu ne stanici BBC Two se tyto dva pořady staly konkurenčními. Po odchodu bývalého Stiga z Top Gearu, Bena Colinse, se Colins přidal na jednu sezonu do Fifth Gearu. Celkově bylo zatím odvysíláno 21 sezon, 22. sezona se právě vysílá.